# Lagosuchus
 Lagosuchus  ist eine Gattung diapsider Reptilien aus der Mitteltrias von Argentinien.

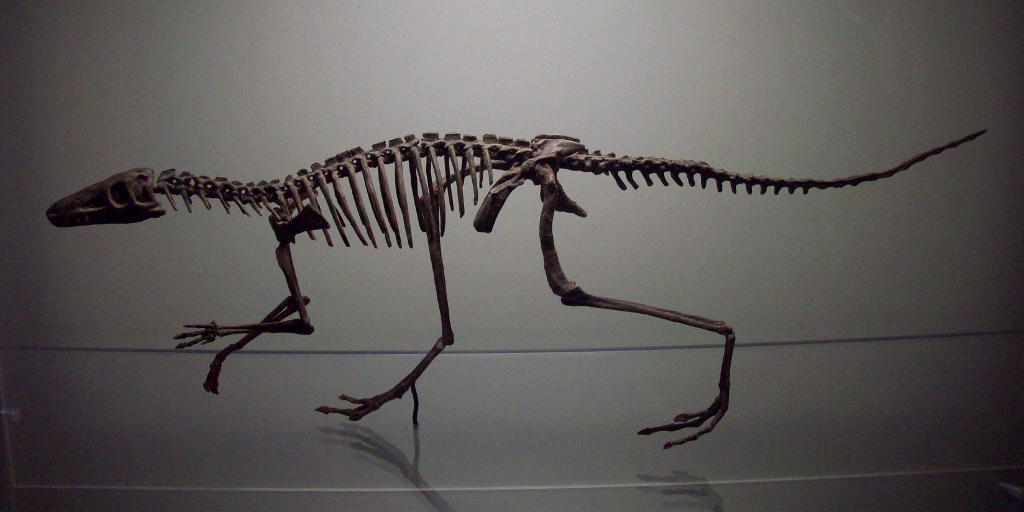
Skelettrekonstruktion von Lagosuchus

Lagosuchus wurde nur etwa 30 Zentimeter lang. Die Gliedmaßen waren lang und schlank; die Länge der Hinterbeine übertraf die der Vorderbeine deutlich. Der Schienbeinknochen (Tibia) war länger als der Oberschenkelknochen (Femur). Von den Beckenknochen waren Schambein und Darmbein wie bei den Dinosauriern verlängert. Wie bei diesen gelenkt der Fuß zwischen den Sprunggelenkknochen Sprungbein (Astragalus) und Fersenbein (Calcaneus) oben und Fußwurzelknochen (Tarsalia) und Mittelfußknochen (Metatarsalia) unten. Die zum Körper hin gelegenen (proximalen) Enden der Fußwurzelknochen sind noch nicht, wie bei den Dinosauriern, eng mit dem Schienbein (Tibia) verbunden.
Lagosuchus stand, zusammen mit der verwandten Gattung Lagerpeton, dem Ursprung der Dinosaurier sehr nahe. Da der Schädel aber nur sehr ungenügend bekannt ist (von Lagerpeton kennt man nur die Hinterbeine), kann man keinen genauen Vergleich mit frühen Dinosauriern durchführen und daher die systematische Position von Lagosuchus nicht genau bestimmen.
Das Skelett wie auch Fußspuren aus jener Zeit zeigen, dass die Tiere für gewöhnlich quadruped (vierbeinig) waren. Sie könnten aber gelegentlich durchaus biped (zweibeinig) gelaufen sein.